# Ратка
Ратка (словац. Ratka) — село, громада округу Лученець, Банськобистрицький край, центральна Словаччина, регіон Новоград. Кадастрова площа громади — 12,6 км². Протікає Бабський потік.
Населення 310 осіб (станом на 31 грудня 2017 року).

## Історія
Ратка згадується в 1929 (відокремлення) році.

## Населення
| Рік:            | 1994. | 2004.   | 2014.   | 2024.    |
| --------------- | ----- | ------- | ------- | -------- |
| Кількість осіб: | 337   | 316     | 313     | 347      |
| Різниця:        |       | -6,23 % | -0,94 % | +10,86 % |

| Рік:            | 2023. | 2024.   |
| --------------- | ----- | ------- |
| Кількість осіб: | 345   | 347     |
| Різниця:        |       | +0,57 % |